# Institut polytechnique des sciences avancées
Die IPSA  (Institut polytechnique des sciences avancées) ist eine im Sommer 1961 in Paris gegründete staatliche französische Hochschule für Aeronautik. Seit 2009 hat sie ihren Sitz und ihre Bildungseinrichtungen in Ivry-sur-Seine.
Seit 2007 gibt es eine Zweigstelle der IPSA in Toulouse. Seit 1998 ist die Hochschule Mitglied der IONIS Education Group, die größte Gruppe der privaten Hochschulen in Frankreich.

## Geschichte
Das Institut polytechnique des sciences appliquées wurde 1961 von Michel Cazin, Maurice Pradier und Paul Lefort gegründet, drei Ingenieuren, die aus der Luftfahrtbranche kamen und sich in Paris niederließen. 2001 wurde der Name in Institut polytechnique des sciences avancées geändert. 2007 eröffnete es eine Niederlassung in Toulouse, geschützt von der wichtigen Luftfahrtindustrie in der Region.
Die französische Regierung erkannte den Absolventen der Schule 2005 den Titel „Experte für Ingenieurwesen in Luft- und Raumfahrtsystemen“ an, und 2011 ermächtigte die Commission des titres d'ingénieur das Institut, den Titel eines Ingenieurs zu verleihen. Die ersten Absolventen dieser Ingenieurwissenschaften haben ihr Studium am Ende des Studienjahres 2013–2014 abgeschlossen. Die Schule bietet einen zweijährigen Vorbereitungszyklus und einen dreijährigen Vertiefungszyklus der Spezialisierung in: „Telekommunikationssysteme“, „On-Board-Computing“, „Elektromechanische Systeme“, „Mechanik und Strukturen“ und „Energie und Antrieb“. Die Absolventen verlassen die Schule mit dem offiziellen Titel „Expert en ingénierie des systèmes aéronautiques et spatiaux“.
Seit 2017 bietet die Schule auch einen Bachelor of Aeronautics und eine Sommerakademie an.

## Studiengänge
Die Studiengänge der IPSA gliedern sich in diese Hauptbereiche:
- Aeronautik
- Automobil
- Elektronik
- Luftfahrt
- Luftverkehr
- Mathematik und Computertechnik
- Fremdsprachen und Sozialwissenschaften

## Berühmte Alumni
- Éric Boullier, Teamchef McLaren Racing[8]
- Julien Simon-Chautemps, französischer Motorsport-Ingenieur.